# Хертіоана-де-Жос
Хертіоана-де-Жос (рум. Hertioana de Jos) — село у повіті Бакеу в Румунії. Входить до складу комуни Траян.
Село розташоване на відстані 256 км на північ від Бухареста, 11 км на північний схід від Бакеу, 70 км на південний захід від Ясс.

## Населення
За даними перепису населення 2002 року у селі проживали 155 осіб, усі — румуни. Усі жителі села рідною мовою назвали румунську.